# Cájar
Cájar – gmina w Hiszpanii, w prowincji Grenada, w Andaluzji, o powierzchni 1,65 km². W 2011 roku gmina liczyła 4741 mieszkańców. Cájar jest jednym z pięćdziesięciu dwóch podmiotów tworzących obszar metropolitalny w Granadzie.